# 喬蒂絲·斯坦艾格
喬蒂絲·斯坦艾格（1983年2月8日—）是一名奧地利游泳運動員，曾代表國家參加2012年倫敦奧運的200公尺自由式比賽及400公尺混合式比賽，並未獲得獎牌。